# Gemma Rauret i Dalmau
Gemma Rauret i Dalmau   (Barcelona, 1941) és una química catalana. Es llicencià en Ciències Químiques i és Doctora de Ciències a la Universitat de Barcelona. El seu camp d'investigació se centra a l'àrea de la química analítica ambiental i en la qualitat del procés analític com a catedràtica de química analítica de la Universitat de Barcelona des de 1984 i degana de la Facultat de Química. Ha presidit el comitè intern d'avaluació de les titulacions de química i enginyeria química de la Universitat de Barcelona, alhora que ha participat com a avaluadora externa en altres universitats espanyoles.
El 1992 va rebre la Medalla Narcís Monturiol al mèrit científic de la Generalitat de Catalunya per la seva tasca investigadora en l'anàlisi química dels contaminants ambientals i per la seva contribució a la metodologia per datació per isòtops radioactius. De 1998 a 2006 ha estat directora de l'Agència per a la Qualitat del Sistema Universitari de Catalunya (AQU). El 2006 fou nomenada directora de l'Agència Nacional d'Avaluació de la Qualitat i Acreditació (ANECA), càrrec que mantingué fins al 2009.
Ha publicat uns 200 treballs de recerca sobre química analítica ambiental a revistes internacionals especialitzades, i ha participat i coordinat nombrosos projectes d'investigació internacionals de la Unió Europea, com els de radioprotecció relacionat amb l'Accident de Txernòbil.

## Algunes publicacions
- gemma rauret i Dalmau, ester giménez Salinas. 2007. L'Avaluació de la qualitat en la nova organització dels ensenyaments. Lliçó inaugural 4 d'octubre de 2007. Ed. Edicions de la Universitat Ramon Llull, 34 pp.
- marta toribio Fadón, gemma tauret i Dalmau, josé f. garcía Martínez. 2003. Estudio y optimización de la metodología analítica para la determinación de plutonio en muestras de bajo nivel de actividad: Study and optimization of analitical methodology for plutonium determination in low-level activity samples. Colaborador	Universitat de Barcelona. Departament de Química Analítica. 232 pp.
- gemma rauret i Dalmau. 1972. Reaccionabilidad y posibles aplicaciones analíticas de la n-etil, m-metil, isonitrosoacetarilida, de la n-isopropil, isonitrosoacetarilida y de la n-etanol, isonitrosoacetarilida, así como de la n-etil. m-metil, [beta]-isatoxima y de la n-isopropil, [beta]-isatoxima. Colaboró Univ. de Barcelona. Departament de Química Analítica. Editor Univ. de Barcelona, 15 pp.

### Capítols de llibres
- Contaminated Soil 2000: Proc. of the Seventh International FZK/TNO Conference on Contaminated Soil[Enllaç no actiu], 18-22 de septiembre de 2000, Leipzig, Alemania, vol. 2. Contribuidores	Forschungszentrum Karlsruhe, Nederlandse Centrale Organisatie voor Toegepast-Natuurwetenschappelijk Onderzoek, Umweltforschungszentrum Leipzig-Halle. Editor Thomas Telford, 1.494 pp. ISBN 0727729543, ISBN 9780727729545
- Ciencias, metodologías y técnicas aplicadas a la arqueología. Ciència Oberta. Editora Isabel Rodà. Colaboró Aurelio Álvarez Pérez. Edición ilustrada de Univ. Autònoma de Barcelona, 292 pp. 1992 ISBN 8479292938, ISBN 9788479292935 capítol en línia[Enllaç no actiu]